# Манжух, Иосиф Моисеевич
Иосиф Моисеевич Манжух (11 августа 1924, Чарджоу, Туркменская ССР, СССР — 18 марта 2018, Вашингтон, США) — советский военный дирижёр, майор, заслуженный артист Литовской ССР (1962).

## Биография
Родился 11 августа 1924 года в городе Чарджоу (Туркмения) в семье музыканта.
Окончил Тамбовский музыкальный техникум по классу виолончели, преподаватель — Иосиф Наумович Реентович. Отец, Моисей Абрамович Манжух, был артистом оркестра оперного театра в Ашхабаде (ударные инструменты). Старший брат, Владимир Моисеевич Манжух, окончил Тамбовский музыкальный техникум по классу трубы. Младший, Рафаил Моисеевич Манжух, также окончил Тамбовский музыкальный техникум (скрипка). Все братья посвятили себя военно-оркестровой службе. Старший, Владимир, был трубачом в армейских оркестрах, младший, Рафаил, — военный дирижёр.
Иосиф Моисеевич окончил военно-дирижёрский факультет при Московской государственной консерватории им. П. И. Чайковского (1948): по классу инструментовки — у педагогов Е. П. Макарова и Е. Б. Вилковира, по курсу игры на духовых инструментах у профессоров Московской консерватории Н. В. Цыбина, В. Н. Солодуева, М. И. Табакова и А. М. Седракяна, по классу дирижирования у В. Дубровского (в те годы дирижёра филиала Большого театра СССР).
C 1949 по 1958 год служил военным дирижёром в Калининградской области (г. Гвардейск).
Получив новое назначение в столицу Литвы, И. М. Манжух быстро осознал, какие перспективы для творчества перед ним открываются. Вильнюс — столица республики, город, в котором есть и музыкальное училище, и консерватория.
С 1958 по 1969 год проходил службу в одном из военных оркестров Вильнюса. На протяжении всей службы в ПривВО (Гвардейск и Вильнюс) коллективы, возглавляемые Иосифом Моисеевичем, занимали первые места на окружных конкурсах военных оркестров. Оркестр под управлением Иосифа Моисеевича — это был коллектив высокопрофессиональных музыкантов. Многие ведущие литовские композиторы специально писали для него свои произведения. Среди них Беньяминас Горбульскис (заслуженный деятель искусств Литовской ССР), произведения которого были озвучены на Литовском телевидении, и записаны на Литовском радио: «Торжественная Увертюра» (1963), «Сюита для духового оркестра» (1962), «Концерт Поэма» (1965), «Концерт для тромбона с оркестром» (1963) — солист М. Дубирный (впоследствии Лауреат Всесоюзного конкурса исполнителей на духовых инструментах). Исполнялись также произведения и других композиторов: С. Вайнюниса, Т. Макачинаса (заслуженный деятель искусств ЛитССР, профессор Литовской консерватории), Ю. Юозапайтиса, Н. Бутко.
На базе духового оркестра Иосиф Манжух создал оркестр русских народных инструментов. Многие музыканты блестяще владели вторым инструментом. Валторнист А. Воробьев и тромбонист Э. Кобзев на домре, трубач В. Дичковский на балалайке, валторнист С. Грищенко на баяне и т. д. За 11 лет под руководством И. Манжуха оркестром было дано множество концертов для воинов, советской армии и для местного населения республики, что являлось ощутимым культурно-просветительским вкладом, знакомя литовцев с русской музыкальной культурой. Оркестр выступал с концертами и в городах соседней Белоруссии. С этим коллективом выступали многие ведущие солисты Литвы: В. Прудников (бас) — солист Литовской Национальной оперы, А. Ливантас (скрипка) — заслуженный деятель искусств ЛитССР, профессор Литовской консерватории, скрипачи В. Жиленис, А. Дигрис, В. Каплун и другие.
В 1969 году в связи с событиями на Даманском полуострове был переведён дирижёром в гарнизон г. Белогорска.
C 1970 по 1977 год занимал должность начальника и художественного руководителя Ансамбля песни и пляски Дальневосточного военного округа. После ухода на пенсию переехал в США.

## Ученики и последователи
За свою многолетнюю работу подготовил много учеников и последователей.
- Владимир Прудников — солист Литовской национальной оперы (бас).
- Владимир Глушков — композитор, бывший воспитанник и старослужащий оркестра, руководитель еврейского ансамблю «Файерлех», главный звукорежиссёр спутниковых каналов НТВ-плюс (Москва).
- Валентин Каплун — концертмейстер Литовского государственного симфонического оркестра, профессор Литовской академии музыки.
- Эдуард Кобзев — музыкант оркестра радио и телевидения Литвы.
- Илья Манжух — кларнет, саксофон, артист Литовского государственного оркестра духовых инструментов «ТРИМИТАС».
- Юргис Юозапайтис — композитор, профессор Литовской академии музыки.
- Витас Сирейка — окончил Литовскую государственную консерваторию, долгое время (1970—1983) возглавлял Национальную школу искусств им. М. К. Чюрлёниса.
- Борис Турчинский — окончил Одесскую государственную консерваторию, дирижёр Житомирского городского духового оркестра, преподаватель и дирижёр Ровенского института культуры. В настоящее время — преподаватель консерватории Петах-Тиква (Израиль), дирижёр оркестра.
- Эдмундас Ганусаускас — профессор Университета в Клайпеде (класс гобоя).
- Скрипачи Винцас Жиленис и Альгис Дигрис, саксофонисты — Игорь Сапрыгин и Эвалдас Стонкус
- Иоган Муллер — кларнетист-саксофонист, солист Государственного Оркестра Духовых Инструментов (ГОДИ)Литвы «Тримитас», солист оркестра радио и телевидения Литвы
- Стас Нарушкевич — преподаватель детской музыкальной школы гор. Вильнюс.

Источники:
- Борис Турчинский. Дело его жизни // «Оркестр» (Москва), 2010, № 18—19 (июнь).
- Борис Турчинский, «Такая музыка звучит у нас в судьбе», изд. Кетер Иерусалим 2013, стр. 31—45.